# Amata croceizona
Amata croceizona là một loài bướm đêm thuộc phân họ Arctiinae, họ Erebidae.